# Drahov
Drahov (německy Drahles) je obec v okrese Tábor v Jihočeském kraji. Leží čtyři kilometry jihovýchodně od Veselí nad Lužnicí. Žije v ní 149 obyvatel.

## Název
Podle Antonína Profouse je název Drahov odvozen od osobního jména Drah.

## Historie
První písemná zmínka o obci pochází z roku 1359, kdy je zdejší kostel zmiňován jako farní. V první polovině 15. století je zmiňován Buzek z Drahova.

## Obyvatelstvo
| Rok            | 1869 | 1880 | 1890 | 1900 | 1910 | 1921 | 1930 | 1950 | 1961 | 1970 | 1980 | 1991 | 2001 | 2011 | 2021 |
| -------------- | ---- | ---- | ---- | ---- | ---- | ---- | ---- | ---- | ---- | ---- | ---- | ---- | ---- | ---- | ---- |
| Počet obyvatel | 386  | 377  | 373  | 433  | 433  | 416  | 421  | 258  | 303  | 263  | 251  | 195  | 171  | 160  | 145  |
| Počet domů     | 53   | 55   | 53   | 60   | 61   | 65   | 72   | 83   | 74   | 68   | 60   | 79   | 81   | 83   | 88   |

## Obecní správa
Při sčítání lidu v letech 1850–1975 byl Drahov obcí v okrese Třeboň (1850–1930), posléze v okrese Soběslav (1950) a později v okrese Tábor. Od 1. ledna 1976 do 23. listopadu 1990 patřil jako část města k Veselí nad Lužnicí a od 24. listopadu 1990 je opět samostatnou obcí.

### Obecní symboly
Znak a vlajka byly obci uděleny rozhodnutím předsedy Poslanecké sněmovny Parlamentu České republiky dne 23. března 2021.

## Pamětihodnosti
- Kostel Nanebevzetí Panny Marie
- Výklenková kaplička
- Přírodní památka Farářský rybník

## Galerie

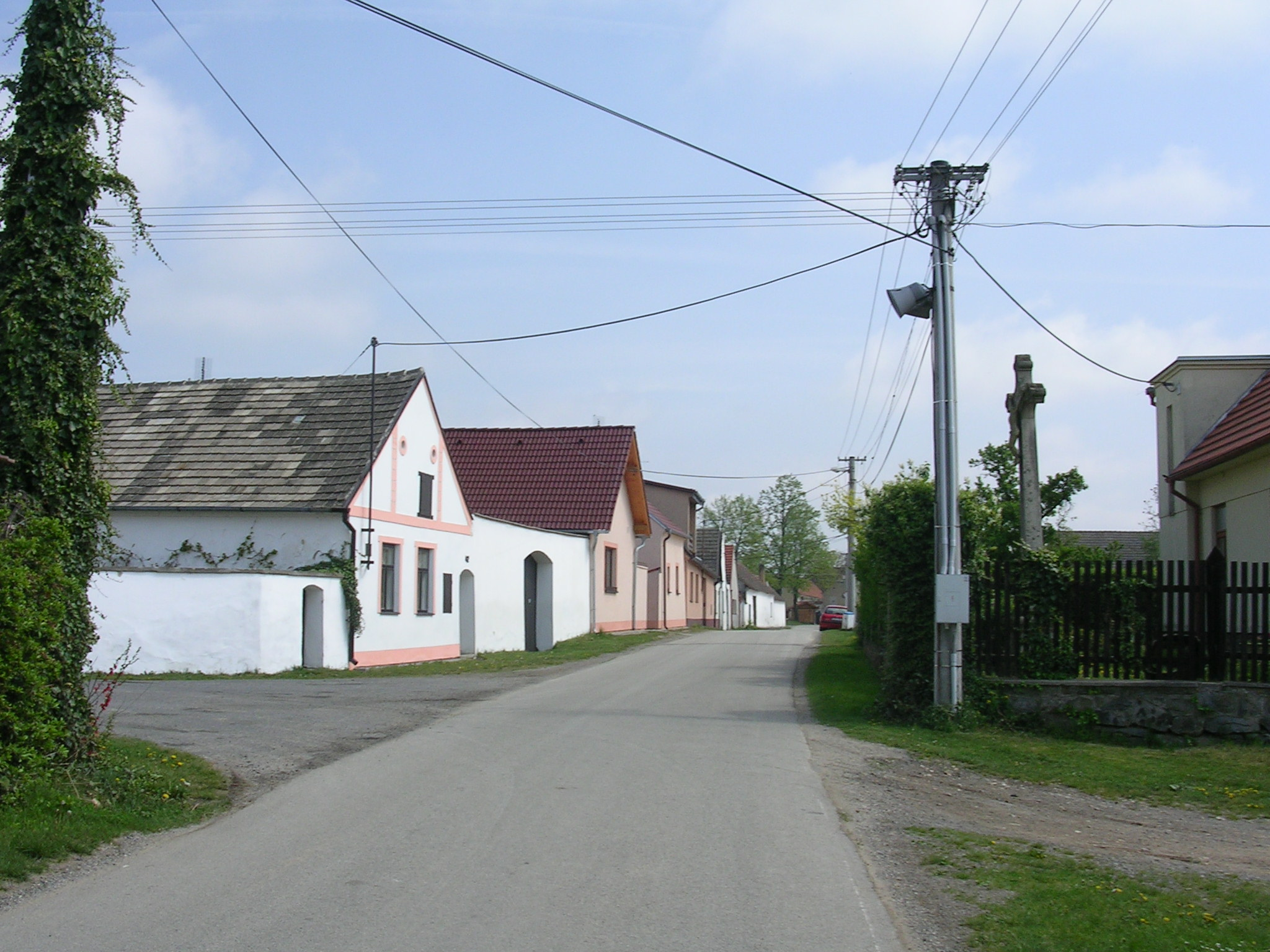
Ulice v Drahově
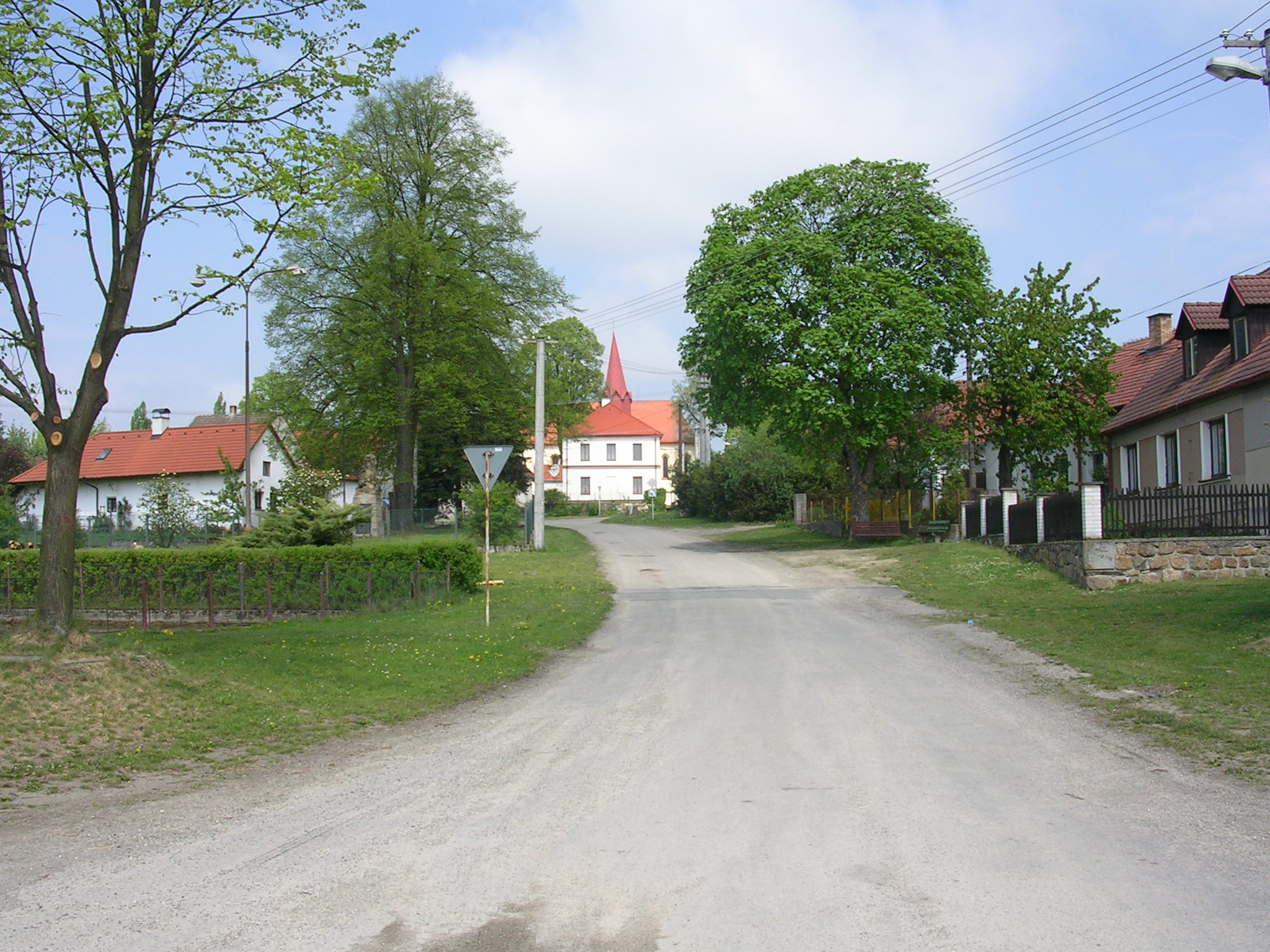
Ulice k obecnímu úřadu a kostelu
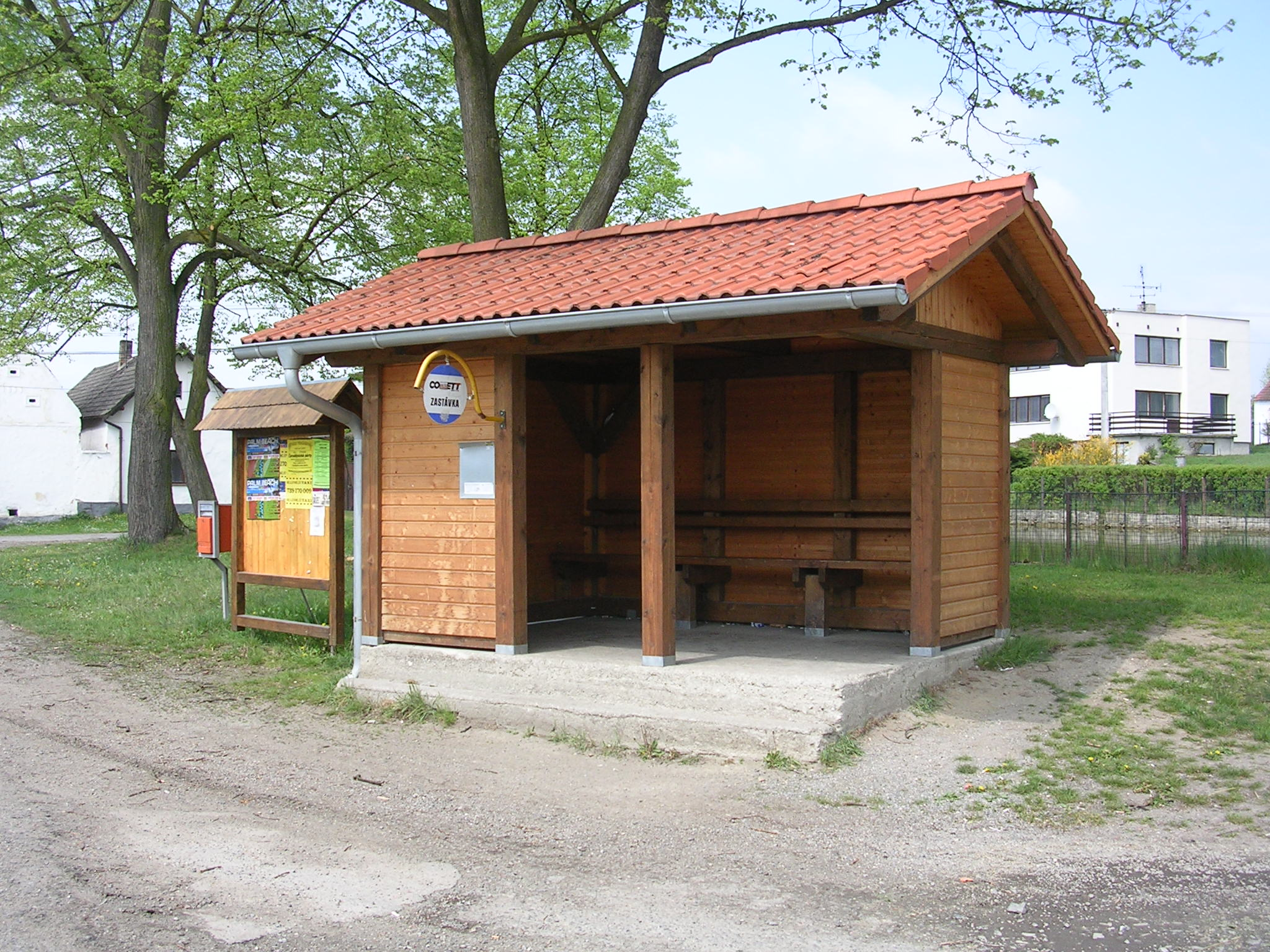
Autobusová zastávka